# Serie B (Italia)
La Serie B, conocida por motivos de patrocinio como Serie BKT, es la segunda competición del sistema de ligas del fútbol italiano, siendo de carácter profesional. La competición había sido organizada por la Lega Calcio hasta 2010, pero desde la temporada 2010-11 se creó la Lega Nazionale Professionisti Serie B o, más sencillamente, Lega B.

## Sistema de juego
A partir de la temporada 2019-20 la división se compone de 20 clubes (en la 2018-19 se compuso de 19 equipos), donde juegan todos contra todos. Al final, el que obtenga más puntos, será el nuevo campeón de la competición y asciende a la Serie A. También asciende el subcampeón, y el tercero sí este supera en más de 9 puntos al 4.º clasificado. En caso contrario se debe jugar el Playoff de ascenso.

### Play-Off de Ascenso
Mediante este sistema se delimita un perímetro de 14 puntos para obtener el derecho a jugarlos tomando como referencia el tercer clasificado. Todos los equipos que tengan menos de 14 puntos de diferencia con el tercero pueden disputar el play-off llegando como máximo al 8.º clasificado
- Al ser 6 equipos (3.º, 4.º, 5.º, 6.º, 7.º y 8.º). Se enfrentarían en un turno preliminar 5.º contra 8.º y 6.º contra 7.º a partido único. Los vencedores se enfrentarían en semifinales a 3.º y 4.º en ida y vuelta y la final, también a ida y vuelta entre los vencedores de estas. El ganador asciende.

En los play-offs no rige la regla del valor doble de los goles en campo contrario. Tampoco se lanzan penaltis accediendo a la siguiente ronda el mejor clasificado en la liga regular. Solo en la final, en el caso de que ambos equipos queden igualados en la eliminatoria y además, hubiesen acabado con los mismos puntos en la liga se lanzaría desde el punto de penalti.

### Playout (Play-Off de Descenso)
Los 3 últimos descienden a la Serie C, seguidos del antepenúltimo siempre y cuando entre este y el equipo anterior (posición 16.º) haya una diferencia de 4 puntos. En caso contrario, se disputará entre el 16.º y 17.º una eliminatoria a doble partido, donde el perdedor desciende de categoría.
Ascienden los campeones de los tres grupos de la Serie C, y un cuarto proveniente de los play-offs que se disputan en esta liga.

## Equipos participantes

### Temporada 2025-2026
| Equipo         | Ciudad                  | Estadio                       | Capacidad | Entrenador          | Capitán           |
| -------------- | ----------------------- | ----------------------------- | --------- | ------------------- | ----------------- |
| Avellino       | Avellino                | Partenio-Adriano Lombardi     | 24 600    | Raffaele Biancolino | Thiago Cionek     |
| Bari           | Bari                    | San Nicola                    | 58 270    | Fabio Caserta       | Valerio Di Cesare |
| Carrarese      | Carrara                 | Estadio dei Marmi             | 9 500     | Antonio Calabro     | Nicolás Schiavi   |
| Catanzaro      | Catanzaro               | Nicola Ceravolo               | 14 650    | Alberto Aquilani    | Pietro Iemmello   |
| Cesena         | Cesena                  | Dino Manuzzi                  | 20 194    | Michele Mignani     | Francesco De Rose |
| Empoli         | Empoli                  | Carlo Castellani              | 16 284    | Guido Pagliuca      | Francesco Caputo  |
| Frosinone      | Frosinone               | Benito Stirpe                 | 16 227    | Massimiliano Alvini | Luca Mazzitelli   |
| Juve Stabia    | Castellammare di Stabia | Romeo Menti                   | 7 042     | Ignazio Abate       | Alberto Gerbo     |
| Mantova        | Mantua                  | Danilo Martelli               | 7,367     | Davide Possanzini   | Salvatore Burrai  |
| Modena         | Módena                  | Alberto Braglia               | 21 092    | Andrea Sottil       | Antonio Pergreffi |
| Monza          | Monza                   | U-Power Stadium               | 17 102    | Paolo Bianco        | Matteo Pessina    |
| Padova         | Padua                   | Euganeo                       | 32 420    | Matteo Andreoletti  | Niko Kirwan       |
| Palermo        | Palermo                 | Renzo Barbera                 | 36 349    | Filippo Inzaghi     | Matteo Brunori    |
| Pescara        | Pescara                 | Adriatico-Giovanni Cornacchia | 20 476    | Vincenzo Vivarini   | Riccardo Brosco   |
| Reggiana       | Reggio Emilia           | Città del Tricolore           | 23 717    | Davide Dionigi      | Paolo Rozzio      |
| Sampdoria      | Génova                  | Luigi Ferraris                | 36 599    | Massimo Donati      | Nicola Murru      |
| Spezia         | La Spezia               | Alberto Picco                 | 10 366    | Luca D'Angelo       | Dimitris Nikolaou |
| Südtirol       | Bolzano                 | Estadio Druso                 | 5 500     | Fabrizio Castori    | Fabian Tait       |
| Venezia        | Venecia                 | Pier Luigi Penzo              | 11 150    | Giovanni Stroppa    | Joel Pohjanpalo   |
| Virtus Entella | Chiavari                | Comunale                      | 5 535     | Andrea Chiappella   | Luca Parodi       |

## Historial

### Ascensos por temporada
|  | Ascendidos de forma directa.                   |
|  | Ascendido por Play-Off o partido de promoción. |

| 1929-30 | Casale                                                  | Legnano                                        | Sampdoria                                     | -----                        |
| 1930-31 | Fiorentina                                              | Bari                                           | Palermo                                       | -----                        |
| 1931-32 | Palermo                                                 | Padova                                         | Verona                                        | -----                        |
| 1932-33 | Livorno                                                 | Brescia                                        | Modena                                        | -----                        |
| 1933-34 | Sampierdarenese                                         | Bari                                           | Modena                                        | -----                        |
| 1934-35 | Genova 1893                                             | Bari                                           | Novara                                        | -----                        |
| 1935-36 | Lucchese Novara                                         |                                                | Livorno                                       | -----                        |
| 1936-37 | Livorno                                                 | Atalanta                                       | Modena                                        | -----                        |
| 1937-38 | Modena Novara                                           |                                                | Alessandria                                   | -----                        |
| 1938-39 | Fiorentina                                              | Venezia                                        | Atalanta                                      | -----                        |
| 1939-40 | Atalanta                                                | Livorno                                        | Lucchese                                      | -----                        |
| 1940-41 | Liguria                                                 | Modena                                         | Brescia                                       | -----                        |
| 1941-42 | Bari                                                    | Vicenza                                        | Pescara                                       | -----                        |
| 1942-43 | Modena                                                  | Brescia                                        | Napoli                                        | -----                        |
| Nota: El campeonato no se jugó en las temporadas 1943-1944 y 1944-1945, ya que fue suspendido por ser tiempo de guerra. |                                                         |                                                |                                               |                              |
| 1945-46 | Alessandria                                             | Pro Patria                                     | Vigevano                                      | -----                        |
| 1946-47 | Gir. A: Pro Patria Gir. B: Lucchese Gir. C: Salernitana | Gir. A: Legnano Gir. B: Padova Gir. C: Ternana | Gir. A: Novara Gir. B: Empoli Gir. C: Pescara | -----                        |
| 1947-48 | Gir. A: Novara Gir. B: Padova Gir. C: Palermo           | Gir. A: Brescia Gir. B: Verona Gir. C: Pisa    | Gir. A: Como Gir. B: Spal Gir. C: Lecce       | -----                        |
| 1948-49 | Como                                                    | Venezia                                        | Vicenza                                       | -----                        |
| 1949-50 | Napoli                                                  | Udinese                                        | Legnano                                       | -----                        |
| 1950-51 | S.P.A.L.                                                | Legnano                                        | Modena                                        | -----                        |
| 1951-52 | Roma                                                    | Brescia                                        | Messina                                       | -----                        |
| 1952-53 | Genoa                                                   | Legnano                                        | Catania                                       | -----                        |
| 1953-54 | Catania                                                 | Pro Patria                                     | Cagliari                                      | -----                        |
| 1954-55 | Lanerossi Vicenza                                       | Padova                                         | Modena Legnano                                | -----                        |
| 1955-56 | Udinese                                                 | Palermo                                        | Como Monza                                    | -----                        |
| 1956-57 | Verona                                                  | Alessandria                                    | Brescia                                       | -----                        |
| 1957-58 | Triestina                                               | Bari                                           | Venezia                                       | -----                        |
| 1958-59 | Atalanta                                                | Palermo                                        | Lecco                                         | -----                        |
| 1959-60 | Torino                                                  | Lecco                                          | Catania                                       | -----                        |
| 1960-61 | Venezia                                                 | Ozo Mantova                                    | Palermo                                       | -----                        |
| 1961-62 | Genoa                                                   | Napoli                                         | Modena                                        | -----                        |
| 1962-63 | Messina                                                 | Bari                                           | Lazio                                         | -----                        |
| 1963-64 | Varese                                                  | Cagliari                                       | Foggia                                        | -----                        |
| 1964-65 | Brescia                                                 | Napoli                                         | SPAL Ferrara                                  | -----                        |
| 1965-66 | Venezia                                                 | Lecco                                          | Mantova                                       | -----                        |
| 1966-67 | Sampdoria                                               | Varese                                         | Catanzaro                                     | -----                        |
| 1967-68 | Palermo                                                 | Verona Pisa                                    |                                               | -----                        |
| 1968-69 | Lazio                                                   | Brescia                                        | Bari                                          | -----                        |
| 1969-70 | Varese                                                  | Foggia                                         | Catania                                       | -----                        |
| 1970-71 | Mantova                                                 | Atalanta                                       | Catanzaro                                     | -----                        |
| 1971-72 | Ternana                                                 | Lazio                                          | Palermo                                       | -----                        |
| 1972-73 | Genoa                                                   | Cesena                                         | Foggia                                        | -----                        |
| 1973-74 | Varese                                                  | Ascoli                                         | Ternana                                       | -----                        |
| 1974-75 | Perugia                                                 | Como                                           | Verona                                        | -----                        |
| 1975-76 | Genoa                                                   | Catanzaro                                      | Foggia                                        | -----                        |
| 1976-77 | Lanerossi Vicenza                                       | Atalanta                                       | Pescara                                       | -----                        |
| 1977-78 | Ascoli                                                  | Catanzaro                                      | Avellino                                      | -----                        |
| 1978-79 | Udinese                                                 | Cagliari                                       | Pescara                                       | -----                        |
| 1979-80 | Como                                                    | Pistoiese                                      | Brescia                                       | -----                        |
| 1980-81 | AC Milan                                                | Genoa                                          | Cesena                                        | -----                        |
| 1981-82 | Verona                                                  | Pisa                                           | Sampdoria                                     | -----                        |
| 1982-83 | AC Milan                                                | Lazio                                          | Catania                                       | -----                        |
| 1983-84 | Atalanta                                                | Como                                           | Cremonese                                     | -----                        |
| 1984-85 | Pisa                                                    | Lecce                                          | Bari                                          | -----                        |
| 1985-86 | Ascoli                                                  | Brescia                                        | Vicenza                                       | Empoli                       |
| 1986-87 | Pescara Pisa                                            |                                                | Cesena                                        |                              |
| 1987-88 | Bologna                                                 | Lecce                                          | Lazio                                         | Atalanta                     |
| 1988-89 | Genoa                                                   | Bari                                           | Udinese                                       | Cremonese                    |
| 1989-90 | Torino                                                  | Pisa                                           | Cagliari                                      | Parma                        |
| 1990-91 | Foggia                                                  | Verona                                         | Cremonese                                     | Ascoli                       |
| 1991-92 | Brescia                                                 | Pescara                                        | Ancona                                        | Udinese                      |
| 1992-93 | Reggiana                                                | Cremonese                                      | Piacenza                                      | Lecce                        |
| 1993-94 | Fiorentina                                              | Bari                                           | Brescia                                       | Padova                       |
| 1994-95 | Piacenza                                                | Udinese                                        | Vicenza                                       | Atalanta                     |
| 1995-96 | Bologna                                                 | Verona                                         | Perugia                                       | Reggiana                     |
| 1996-97 | Brescia                                                 | Empoli                                         | Lecce                                         | Bari                         |
| 1997-98 | Salernitana                                             | Venezia                                        | Cagliari                                      | Perugia                      |
| 1998-99 | Verona                                                  | Torino                                         | Reggina                                       | Lecce                        |
| 1999-00 | Vicenza                                                 | Atalanta                                       | Brescia                                       | Napoli                       |
| 2000-01 | Torino                                                  | Piacenza                                       | Chievo                                        | Venezia                      |
| 2001-02 | Como                                                    | Modena                                         | Reggina                                       | Empoli                       |
| 2002-03 | AC Siena                                                | Sampdoria                                      | Lecce                                         | Ancona                       |
| 2003-04 | Palermo                                                 | Cagliari                                       | Livorno                                       | Messina Atalanta Fiorentina1 |
| 2004-05 | Empoli                                                  | Torino                                         | Perugia                                       | Ascoli2 Treviso2             |
| 2005-06 | Atalanta                                                | Catania                                        | Torino                                        | -----                        |
| 2006-07 | Juventus                                                | Napoli                                         | Genoa                                         | -----                        |
| 2007-08 | Chievo Verona                                           | Bologna                                        | Lecce                                         | -----                        |
| 2008-09 | Bari                                                    | Parma                                          | Livorno                                       | -----                        |
| 2009-10 | Lecce                                                   | Cesena                                         | Brescia                                       | –----                        |
| Nota: - 1 Fiorentina ascendió debido a la expansión de 18 equipos a 20 equipos de la Serie A, además de ganar partido de promoción frente a Torino. - 2 Treviso y Ascoli ascendieron a la Serie A, por las exclusiones de Torino y Perugia. |                                                         |                                                |                                               |                              |

| 2010-11 | Atalanta         | Siena         | Novara    | –----           |
| 2011-12 | Pescara          | Torino        | Sassuolo  | Sampdoria       |
| 2012-13 | Sassuolo         | Verona        | Livorno   | -----           |
| 2013-14 | Palermo          | Empoli        | Latina    | Cesena          |
| 2014-15 | Carpi            | Frosinone     | Bologna   | -----           |
| 2015-16 | Cagliari         | Crotone       | Trapani   | Pescara         |
| 2016-17 | S.P.A.L.         | Hellas Verona | Frosinone | Benevento       |
| 2017-18 | Empoli           | Parma         | Frosinone | –----           |
| 2018-19 | Brescia          | Lecce         | Benevento | Hellas Verona   |
| 2019-20 | Benevento        | Crotone       | Spezia    | -----           |
| 2020-21 | Empoli           | Salernitana   | Monza     | Venezia         |
| 2021-22 | Lecce            | Cremonese     | Pisa      | Monza           |
| 2022-23 | Frosinone Calcio | Genoa         | Bari      | Cagliari Calcio |
| 2023-24 | Parma            | Como 1907     | Venezia   | -----           |
| 2024-25 | Sassuolo         | Pisa          | Spezia    | Cremonese       |

### Títulos por club
| Club          | Campeón | Subcampeón | Años campeón                       |
| ------------- | ------- | ---------- | ---------------------------------- |
| Genoa         | 6       | 2          | 1935, 1953, 1962, 1973, 1976, 1989 |
| Atalanta      | 5       | 4          | 1940, 1959, 1984, 2006, 2011       |
| Brescia       | 4       | 6          | 1965, 1992, 1997, 2019             |
| Palermo       | 4       | 2          | 1932, 1968, 2004, 2014             |
| Bari          | 3       | 6          | 1935, 1942, 2009                   |
| Hellas Verona | 3       | 6          | 1957, 1982, 1999                   |
| Como          | 3       | 3          | 1949, 1980, 2002                   |
| Empoli        | 3       | 2          | 2005, 2018, 2021                   |
| Torino        | 3       | 1          | 1960, 1990, 2001                   |
| Vicenza       | 3       | 1          | 1955, 1977, 2000                   |
| Varese        | 3       | 1          | 1964, 1970, 1974                   |
| Fiorentina    | 3       | -          | 1931, 1939, 1994                   |

| Venezia                   | 2 | 3 | 1961, 1966 |
| Lecce                     | 2 | 2 | 2010, 2022 |
| Udinese                   | 2 | 2 | 1956, 1979 |
| Novara                    | 2 | 2 | 1938, 1948 |
| Pescara                   | 2 | 1 | 1987, 2012 |
| Salernitana               | 2 | 1 | 1947, 1998 |
| Bologna                   | 2 | 1 | 1988, 1996 |
| Ascoli                    | 2 | 1 | 1978, 1986 |
| Livorno                   | 2 | 1 | 1933, 1937 |
| Sassuolo                  | 2 | - | 2013, 2025 |
| S.P.A.L.                  | 2 | - | 1951, 2017 |
| Milan                     | 2 | - | 1981, 1983 |
| Lucchese                  | 2 | - | 1936, 1947 |
| Sampierdarenese (Extinto) | 2 | - | 1934, 1941 |
| Pisa                      | 1 | 5 | 1985       |
| Modena                    | 1 | 4 | 1943       |
| Cagliari                  | 1 | 3 | 2016       |
| Napoli                    | 1 | 3 | 1950       |
| Padova                    | 1 | 3 | 1948       |
| Parma                     | 1 | 2 | 2024       |
| Perugia                   | 1 | 2 | 1975       |
| Lazio                     | 1 | 2 | 1969       |
| Pro Patria                | 1 | 2 | 1947       |
| Frosinone Calcio          | 1 | 1 | 2023       |
| Siena                     | 1 | 1 | 2003       |
| Piacenza                  | 1 | 1 | 1995       |
| Foggia                    | 1 | 1 | 1991       |
| Ternana                   | 1 | 1 | 1972       |
| Mantova                   | 1 | 1 | 1971       |
| Sampdoria                 | 1 | 1 | 1967       |
| Catania                   | 1 | 1 | 1954       |
| Alessandria               | 1 | 1 | 1946       |
| Benevento                 | 1 | - | 2020       |
| Carpi                     | 1 | - | 2015       |
| Chievo Verona             | 1 | - | 2008       |
| Juventus                  | 1 | - | 2007       |
| Reggiana                  | 1 | - | 1993       |
| Messina                   | 1 | - | 1963       |
| Triestina                 | 1 | - | 1958       |
| Roma                      | 1 | - | 1952       |
| Casale                    | 1 | - | 1930       |

### Clubes por temporada
En total 144 clubes han jugado en las 94 temporadas de la Serie B, 1929-30 a 2025-26. Los equipos con resaltado, juegan actualmente en la Serie B.
Actualizado: 24 de Junio de 2025.
| - 66 temporadas: Brescia. - 54 temporadas: Modena. - 53 temporadas: Hellas Verona. - 50 temporadas: Bari. - 48 temporadas: Palermo. - 41 temporadas: Monza. - 40 temporadas: Venezia, Pescara. - 39 temporadas: Pisa. Padova. - 38 temporadas: Como. - 37 temporadas: Vicenza, Reggiana. - 34 temporadas: Catania, Novara,Genoa, Cesena. - 33 temporadas: Cremonese. - 32 temporadas: Messina. - 31 temporadas: Taranto, Salernitana, Catanzaro. - 30 temporadas: Cagliari, Parma, Ternana, Spezia. - 29 temporadas: Lecce, Perugia. - 28 temporadas: Atalanta. - 27 temporadas: Livorno, Ascoli. - 26 temporadas: Cosenza. - 25 temporadas: Foggia, Reggina . - 24 temporadas: SPAL. - 23 temporadas: Empoli. - 22 temporadas: Triestina. - 21 temporadas: Ancona, Sambenedettese, Varese, Alessandria. - 20 temporadas: Avellino. - 19 temporadas: Lucchese, Pistoiese, Cittadella. - 18 temporadas: Piacenza, Udinese . - 16 temporadas: Arezzo, Treviso, Mantova. | - 15 temporadas: Crotone - 14 temporadas: Legnano, Sampdoria, Frosinone. - 13 temporadas: Pro Patria, Pro Vercelli, Siena. - 12 temporadas: Bologna, Fanfulla, Napoli, Torino, Lecco. - 11 temporadas: Lazio, Vigevano. - 10 temporadas: Marzotto Valdagno, Prato, Chievo. - 9 temporadas: AlbinoLeffe, Rimini. - 7 temporadas: Ravenna, Siracusa, Juve Stabia, Virtus Entella. - 6 temporadas: Brindisi, Fidelis Andria, Grosseto, Seregno, Viareggio, Sassuolo. - 5 temporadas: Campobasso, Carpi, Fiorentina, Potenza, Savona, Trapani, Benevento. - 4 temporadas: Barletta, Casale, Latina, Monfalcone, Pavia, Pro Sesto, Virtus Lanciano, Carrarese, Südtirol. - 3 temporadas: Cavese, Derthona, Grion Pola, L'Aquila, Nocerina, Piombino, Sanremese, Savoia, Pordenone. - 2 temporadas: Acireale, Biellese, Casertana, Castel di Sangro, Crema, Fiumana, Gallaratese, Gubbio, Licata, Liguria, Milan, Pro Gorizia, Rieti, Sampierdanerese, Scafatese, Suzzara, Trani, Vogherese. - 1 temporada: Alba Roma, Alzano Virescit, Arsenale Taranto, Bolzano, Centese, Fermana, Forlì, Gallipoli, Juventus, La Dominante, Macerata, Magenta, Massese, M.A.T.E.R., Matera, Mestrina, Molinella, Portogruaro, Roma, Sestrese, Sorrento, Vita Nova,Feralpisalò. |